# Sejus
Genre
Synonymes
- Liroaspis Banks, 1902
- Willmannia Balogh, 1938

Sejus est un genre d'acariens mesostigmates de la famille des Sejidae.

## Liste des espèces
- Sejus acanthurus Canestrini, 1884
- Sejus americana (Banks, 1902)
- Sejus armatus (Fox, 1947)
- Sejus australis Hirschmann & Kaczmarek, 1991
- Sejus bakeriarmatus Hirschmann, 1991
- Sejus baloghi (Athias-Henriot, 1960)
- Sejus boliviensis Hirschmann & Kaczmarek, 1991
- Sejus bugrovskii Wisniewski & Hirschmann, 1991
- Sejus camerunis Wisniewski & Hirschmann, 1991
- Sejus carolinensis Mariam Lekveishvili & Hans Klompen, 2004
- Sejus cubanus Wisniewski & Hirschmann, 1991
- Sejus geometricus Hirschmann & Kaczmarek, 1991
- Sejus hinangensis Hirschmann & Kaczmarek, 1991
- Sejus insulanus Trägårdh, 1931
- Sejus italicus Berlese, 1916
- Sejus mesoafricanus Wisniewski & Hirschmann, 1991
- Sejus novaezealandiae Fain & Galloway, 1993
- Sejus paricornis Berlese, 1916
- Sejus polonicus Hirschmann & Kaczmarek, 1991
- Sejus posnaniensis Hirschmann & Kaczmarek, 1991
- Sejus rafalskii Wisniewski & Hirschmann, 1991
- Sejus sejiformis (Balogh, 1938)
- Sejus stebaevi Wisniewski & Hirschmann, 1991
- Sejus togatus C. L. Koch, 1836
- Sejus venezuelanus Hirschmann & Wisniewski, 1994

## Publication originale
- Koch, 1836 : Deutsche Crustacea, Myriapoda und Arachnida.